# Novotinky
Novotinky (do roku 1950 Statenbrun, německy Statenbrunn) jsou malá vesnice, část obce Načeradec v okrese Benešov. Nachází se asi 5,5 km na jihovýchod od Načeradce. V první polovině 18. století zde byla významná sklárna rodů Adler, Nachtman a Eisner. Prochází zde silnice II/150. V roce 2009 zde bylo evidováno 7 adres.
Novotinky leží v katastrálním území Horní Lhota o výměře 9,49 km².

## Historie
První písemná zmínka o vesnici pochází z roku 1787.
V roce 1950 byla osada částí obce Horní Lhota. V roce 1950 byla přejmenována z původního názvu Statenbrun na nový název Novotinky. Zároveň osada ztratila status místní části.

## Další fotografie

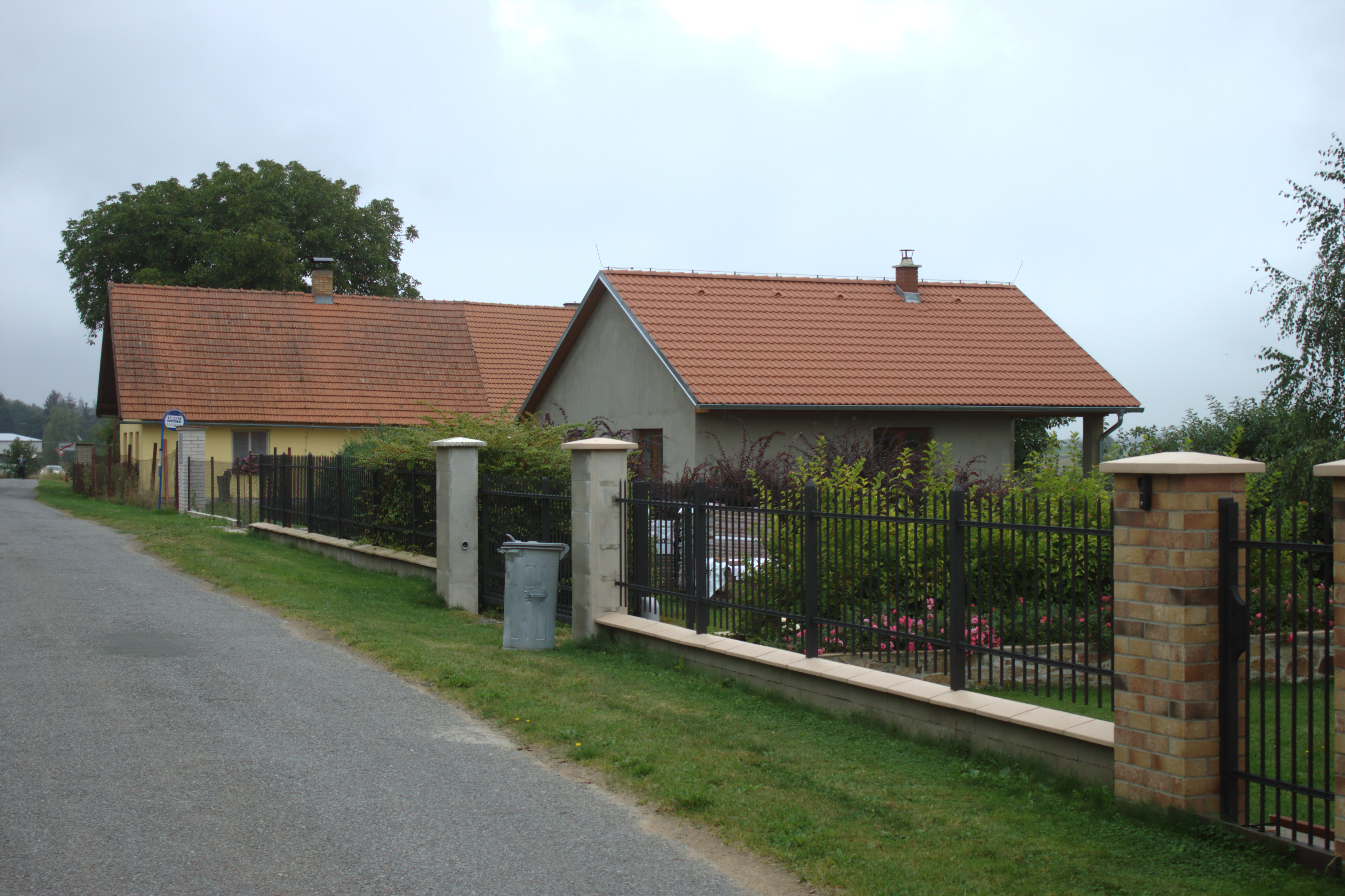
Domky u hlavní silnice
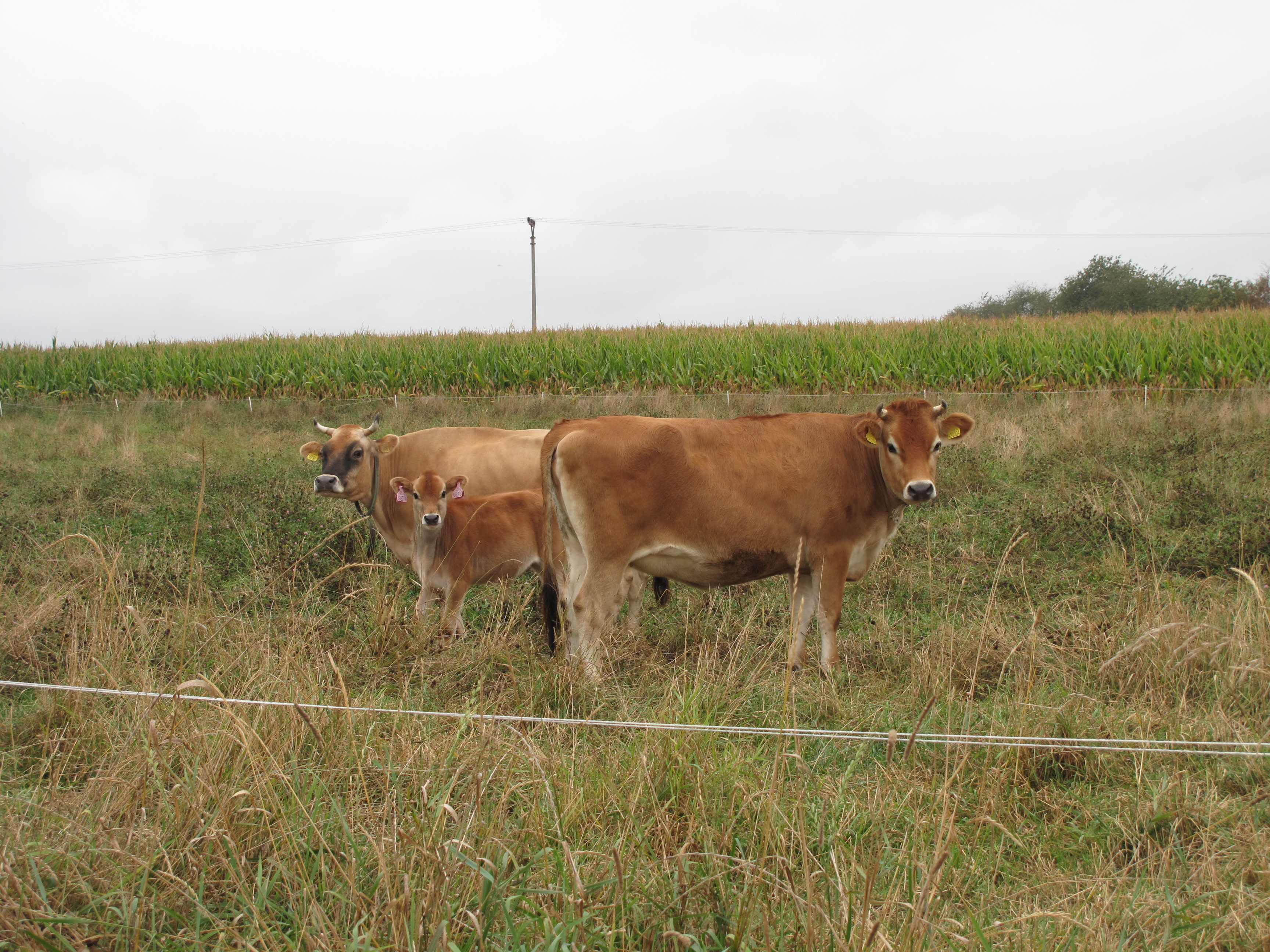
Krávy na poli